# Concert per a piano núm. 2 (Saint-Saëns)
El Concert per a piano i orquestra núm. 2 en sol menor, op 22, fou compost per Camille Saint-Saëns el 1868. S'estrenà el 13 de maig de 1868 a la sala Pleyel de París sota la direcció d'Anton Rubinstein. És el més cèlebre dels cinc concerts per a aquest instrument de Saint-Saëns.

## Origen i context
Han estat pocs els músics tan precoços com el francès Saint-Saëns. Als dos anys i mig va començar les seves classes de música, als tres va fer la seva primera composició i als 10 anys es va presentar com a concertista a la prestigiosa Sala Pleyel a París. Paral·lelament als seus estudis musicals va desenvolupar un interès seriós i profund per les matemàtiques, la geologia, la mineralogia i la poesia. Però semblant caràcter multifacètic en el coneixement i precocitat en la música, contrasten amb una posició força conservadora en la creació. Per això les seves aportacions com a compositor s'ubiquen més en el camp de la revitalització de certs gèneres oblidats que a la invenció de noves formes i estils musicals.

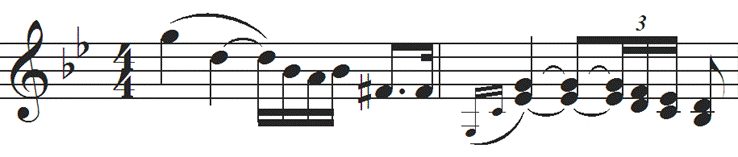
La melodia principal del concert

Com cap altre francès de la seva època, Camille Saint-Saëns va escriure en tots els gèneres: simfonia, òpera, música de cambra, cançons, música religiosa, etc. Com a destre instrumentista va compondre peces de genuí virtuosisme tan cultivat i apreciat durant el segle xix. Part d'aquest interès per exhibir els dots dels intèrprets es mostra en les seves obres per a solistes, entre elles el Concert per a piano núm. 2.
Entre les anècdotes que envolten la composició d'aquest concert destaca l'amistat que Saint-Saëns tenia amb el pianista i director d'orquestra rus, Anton Rubinstein. Aquest concert és fruit de l'interès que Rubinstein tenia per presentar-se com a director a París. La iniciativa va motivar immediatament a Saint-Saëns i en gairebé tres setmanes va compondre el Concert per a presentar-lo a la Sala Pleyel, ell mateix com a pianista i Rubinstein com a director. No obstant això, l'obra no va ser ben rebuda. Segons sembla, la interpretació de Saint-Saëns no va ser prou neta. Malgrat això, aquest concert va entrar a la sèrie d'obres estàndards del repertori pianístic. Segons el mateix Rubinstein és una obra que "Ho té tot: audàcia i elegància, enlluernadora brillantor i temperament, a més, és bona música, encara que no exempta de certa banalitat."

## Estructura
El concert segueix la forma tradicional de tres moviments, però exhibeix més llibertat en la tria dels temps. Normalment, el primer moviment sol ser ràpid i el segon lent, però en aquest cas l'ordre s'inverteix.
1. Andante sostenuto
2. Allegro scherzando
3. Presto